# Sebastjan I. Portugalski
Sebastjan I. Portugalski, portugalski kralj, * 20. januar 1554, Lizbona, Portugalska, † 4. avgust 1578, Al Kasr al Kebir, Maroko.

## Mladost
Rodil se je 20. januarja 1554 v Lizboni. Njegova starša sta bila portugalski prestolonaslednik Janez Manuel in Ivana Avstrijska, ki je bila hčerka Karla V. Rodil se je dva tedna po nepričakovani smrti svojega očeta. Tudi mati ga je kmalu zapustila, saj se je, ko je bil star 3 mesece vrnila v Španijo, kjer služila kot regentka kraljestva sprva zaradi odsotnosti njenega očeta, ter kasneje brata Filipa. Na Portugalsko se ni nikoli več vrnila, prav tako v živo več nikoli ni videla svojega sina. 
Po smrti svojega deda Janeza leta 1557 je postal kralj. V njegovem imenu je prvo vladala njegova babica Katarina, nato pa njegov stari stric Henrik. Tudi v tem obdobju je obdobju je  portugalski kolonialni imperij pridobil nova ozemlja v Mozambiku, Angoli, Malaki. Zlasti pomembna v tem obdobju je priključitev kitajskega Macaa. Mladi kralj je odraščal pod močnim vplivom jezuitov, kar je imelo velik vpliv na njegove kasnejše odločitve. Bil je tudi zelo pobožen.

## Vladanje
Leta 1568 je, ko mu je bilo 14 let, vladati sam. Med kratkotrajno osebno vladavino je Sebastjan skozi diplomacijo okrepil vezi z Anglijo, Španijo, Nemčijo, Avstrijo. Sprožil je tudi reforme v administraciji, vojski, sodnem sistemu.
Sebastjan je ustanovil štipendije (1568) za študente, ki so želeli  študirati medicino ali farmacijo na Univerzi v Coimbri. Leta 1569 je ukazal zbrati vse zakone in druge pravne dokumente v zbirko v zbirko Leis Extravagantes znano kot Código Sebastiânico (Sebastijanov zakonik).
Med veliko kugo v Lizboni leta 1569, je poslal po zdravnike v Sevillo, da bi pomagali portugalskim v boju proti kugi. Ustanovil je tudi dve bolnišnici za tiste, ki so zboleli za kugo. V svoji skrbi za vdove in sirote teh žrtev, ki jih pobila kuga, je ustvaril več Recolhimentos (zaklonišča), znanih kot Recolhimento de Santa Marta in Recolhimento dos Meninos), in zagotovil dojilje, ki so skrbele za otroke. Leta 1570 je indijska vojska napadla kolonijo Goa, a so jih Portugalci uspešno odbili. Istega leta je Sebastijan tudi ukazal, da se Indijanci v Braziliji ne smejo več uporabljati za suženjsko delo na plantažah in da morejo tiste, ki so v suženjstvu izpustiti. Izdati je dal vojaške zakone znane kot Lei das Armas, ki postali osnova za organizacijo portugalske vojske.
Leta 1572 je pesnik Luis de Camões predstavil svojo mojstrovino Luzijado (Os Lusíadas) in kralju posvetil pesem, za kar je dobil kraljevsko pokojnino. Leta 1573 je dal kralj v kraju Castro Verde v spomin na bitko pri  Ourique zgraditi baziliko. Za učitelja za krmamarjev ladij je dal postaviti Pedra Nunesa. V času njegove vladavine se zelo manjšalo število ladijskih nesreč in skoraj vsaka ladja, ki je izplula iz pristanišča je tudi varno dosegla cilj. Ustanoviti je dal tudi Celeiros Comuns (občinska kašče), prva je bila slovesno odprta leta 1576. Te kašče so bile namenjene za pomoč  in posojila revnim kmetom v časih slabe letine. Takrat je kmet v kašči dobil semena, posojilo in potrebščine, ki jih rabil. Vse to je kmet kasneje plačal s kmetijskimi izdelki, ko si je opomogel od izgub. Leta 1577 je izdal odlok imenovan Da nova ordem do juízo, sobre o abreviar das demandas, e execução dellas . Z njim je skrajšal čas za obravnavo tožb, uredil delovanje odvetnikov, pisarjev in drugih uradnikov sodišča, ter uvedel denarne kazni za zamude.

## Pohod v Maroko in smrt
Po dopolnjeni polnoletnosti leta 1568 je Sebastjan začel sanjati o križarskem pohodu proti Maroku, saj je Portugalska tam izgubila številne trgovske postojanke, ki so bile za pomembne za pomorsko pot v Indijo. Priložnost za to mu je dal spor o nasledstvu maroškega prestola. Leta 1576 je maroški sultan je Abu Abdulah Mohamed II Sadi izgubil prestol in pobegnil na Portugalsko, kjer za pomoč v boju proti svojem stricu in rivalu Abu Marvanu Abd al-Maliku, ki so ga podpirali Turki, prosil Sebastjana. Sebastjan je o tem razpravljal s svojim stricem španskim kraljem Filipom za božič 1577. Filip na pohodu ni želel sodelovati, saj je komaj sklenil mir s Turki, je pa obljubil da bo Sebastjan dobil kontingent španskih prostovoljcev.
Kljub temu da ni imel sinov in naslednika se je leta 1578 odločil da bo izpeljal svoj križarski pohod. Portugalska vojska je štela približno 500 ladij in 18000 vojakov, med katerimi je bil velik delež tujih najemnikov. Prav tako so se na pohod odpravili skoraj vsi najpomembnejši portugalski plemiči. Junija je kralj skupaj s svojo vojsko odplul iz Lizbone proti Cadizu v upanju da bo tam našel obljubljene španske prostovoljce, ki pa jih ni bilo. Flota se je nato obrnila proti Maroku, kjer se je pri Arzilu  izkrcala in združila z vojsko Abu Abdulaha Mohameda, ki štela okoli 6000 vojakov. Proti nasvetu svojih poveljnikov se je Sebastjan odločil za prodor v notranjost Maroka. 4. avgusta pa mu je pot prekrižala vojska Abd Al-Malika, ki je štela okoli 25000 maroških vojakov in 15000 turških janičarjev. Bitka pri Al Kasr al Kebiru se je za Portugalce končala s katastrofalnim porazom. Padlo je 9000 mož, med njimi tudi številni plemiči. Prav tako skoraj zagotovo tudi kralj Sebastjan, ki so nazadnje videli kako vodi juriš na sovražnikove položaje. Njegovega trupla namreč niso nikoli našli. Okoli 15000 mož je moralo v ujetništvo, za njih so kasneje Maročani izterjali visoko odkupnino, kar je zelo poslabšalo portugalske finance.
Sebastjana je na prestolu nasledil brat njegovega deda Henrik. Ko je Henrik 1580 umrl je na Portugalskem prišlo do nasledstvene krize, kar je izkoristil španski kralj Filip in združil Portugalsko v personalni uniji, znani kot Iberska unija. Unija je trajala vse do leta 1640, ko je na Portugalskem izbruhnil upor proti španski vladavini. Vstaja je kmalu prerasla v vojno, ki se je končala leta 1668 s portugalsko zmago.

## Legenda
Preživeli vojaki, ki so jih proti odškodnini izpustili iz ujetništva, niso znali pojasniti kaj se je zgodilo s kraljem, kar je prispevalo le še dodatno k njegovi nejasni usodi. Tako so začeli mnogi Portugalci verjeti, da je kralj še vedno živ in da se bo nekega dne vrnil na prestol. To je vodilo do Sebastijanizma: prepričanja, da bi se Sebastjan lahko vrnil vsak hip. K razvoju legende je veliko pripomogel tudi španski kralj Filip, saj so bili številni prepričani, da ni zakoniti vladar Portugalske. Leta 1582 je tako, da bi naredil konec legendi, dal domnevno Sebastjanovo truplo pokopati v samostanu Jerónimos v Lizboni. Kar pa ni veliko pripomoglo k ustavitvi legende, nasprotno do 1640 so se pojavili kar 4 različni pretendenti za prestol, ki so trdili da so Sebastjan.
Vsi ti dogodki so na dolgi rok  pripomogli, da je Sebastjan prerasel v legendo. Posledično je nastalo več mitov in legend o njem, katerim je skupno da kralj nekje le spi in da se bo nekoč prebudil, ter se nekega meglenega jutra vrnil na Portugalsko in jo popeljal v boj v njeni najtemnejši uri (podobno kot slovenski Kralj Matjaž ali nemški Friderik Barbarossa).